# Memecylon sorsogonense
Memecylon sorsogonense är en tvåhjärtbladig växtart som beskrevs av Adolph Daniel Edward Elmer. Memecylon sorsogonense ingår i släktet Memecylon och familjen Melastomataceae. Inga underarter finns listade i Catalogue of Life.